# 乔·格兰特
乔·格兰特（英語：Joe Grant，1959年1月23日—2011年1月5日），加拿大男子冰球运动员，场上位置是后卫。他曾代表加拿大国家队参加1980年冬季奥林匹克运动会冰球比赛，获得第6名。